# Allis-Chalmers-Brennstoffzellentraktor
Der Allis-Chalmers-Brennstoffzellentraktor war das erste Brennstoffzellenfahrzeug der Welt. Es blieb ein Einzelstück, das die Leistungsfähigkeit der verwendeten Brennstoffzellen demonstrierte und so Berühmtheit erlangte. Der Hersteller, das in Milwaukee in Wisconsin ansässige Unternehmen Allis-Chalmers, stellte es im Oktober 1959 der Öffentlichkeit vor. Ein aus diesem Anlass gedrehter Film zeigt den Traktor beim Feldtest und dem Pflügen mit einem zweischarigen Pflug.

## Aufbau, Eigenschaften, Einsatz und Verbleib des Traktors
Der lautlos arbeitende Traktor basierte auf der D-Serie von Allis-Chalmers und wurde von 1008 Brennstoffzellen angetrieben, die zusammen eine Spannung von 750 V lieferten und das damals größte Brennstoffzellensystem der Welt bildeten. Die Zellen enthielten den Elektrolyten (Kalilauge) in Matten aus porösem Asbest und gehören daher zu den Brennstoffzellen mit fixiertem alkalischen Elektrolyten. Neun Zellen bildeten jeweils eine Einheit. Die 112 Einheiten waren in vier liegend montierten Stapeln angeordnet. Die Zellen wurden von einem Propangastank hinter dem Fahrersitz sowie von Sauerstofftanks unter dem Fahrzeug gespeist. Der Traktor wog 2,39 Tonnen und leistete etwa 15 kW (ca. 20 PS). Bei einer Demonstration wurde ein Stück eines Luzernenfeldes umgepflügt.
Die Berichte sind sich nicht einig darüber, welches Brennstoffgas verwendet wurde, und nennen entweder Wasserstoff – der insbesondere für die ersten Zellen verwendet wurde – oder ein wasserstoffhaltiges Propangemisch, wobei letzteres technisch deutlich anspruchsvoller ist.
Da die Brennstoffzellen äußerst teuer waren, wurden keine weiteren Traktoren damit ausgestattet. Dennoch ebnete das Traktorprojekt dem Unternehmen den Weg zu Verträgen mit der NASA und mit dem US-Militär zur Entwicklung von Brennstoffzellensystemen. Der Traktor selbst wurde auf verschiedenen Messen und Ausstellungen gezeigt und dann an die Smithsonian Institution gespendet. Er wird im National Museum of American History verwahrt.

## Entwicklungsgeschichte und Folgeprodukte
Ein Team der in Milwaukee in Wisconsin ansässigen Firma Allis-Chalmers hatte seit 1951 an Brennstoffzellen geforscht. Es wurde vom Ingenieur Harry Karl Ihrig (1898–1960) geleitet, der seit 1950 als Vizepräsident für Forschung verantwortlich war. Ab 1956 wurde die Arbeitsgruppe geführt vom Physikochemiker Jean Patrick Manion, der auch in den Folgejahren an Brennstoffzellen arbeitete. Eine Demonstration der Zellen erfolgte im August 1958; im März 1959 waren die Zellen bereit für die praktische Anwendung.
Nachdem demonstriert worden war, dass eine Allis-Chalmers-Zelle in der Schwerelosigkeit funktioniert, wurde die Firma Ausweichlieferant für Raumfahrtanwendungen. Neben einem Golfwagen und einem Gabelstapler entwickelte sie in Zusammenarbeit mit dem US-Militär ein kleines Einmann-Unterseeboot. Nachdem die Regierung die finanzielle Unterstützung beendet hatte, stellte Allis Chalmers 1970 die Forschung und Entwicklung an der alkalischen Brennstoffzelle ein.
Es dauerte bis 2009, bis ein weiterer Traktor-Prototyp mit Brennstoffzellen-Antrieb vorgestellt wurde: Der Landmaschinenhersteller New Holland präsentierte in Italien den „New Holland NH2“. Dessen Motor leistete zunächst 75 kW (106 PS) und in einer 2011 vorgestellten weiterentwickelten Version 100 kW (136 PS). Diese Entwicklung dieses Fahrzeugtyps wurde jedoch inzwischen wieder eingestellt.